# Województwo kieleckie (1975–1998)

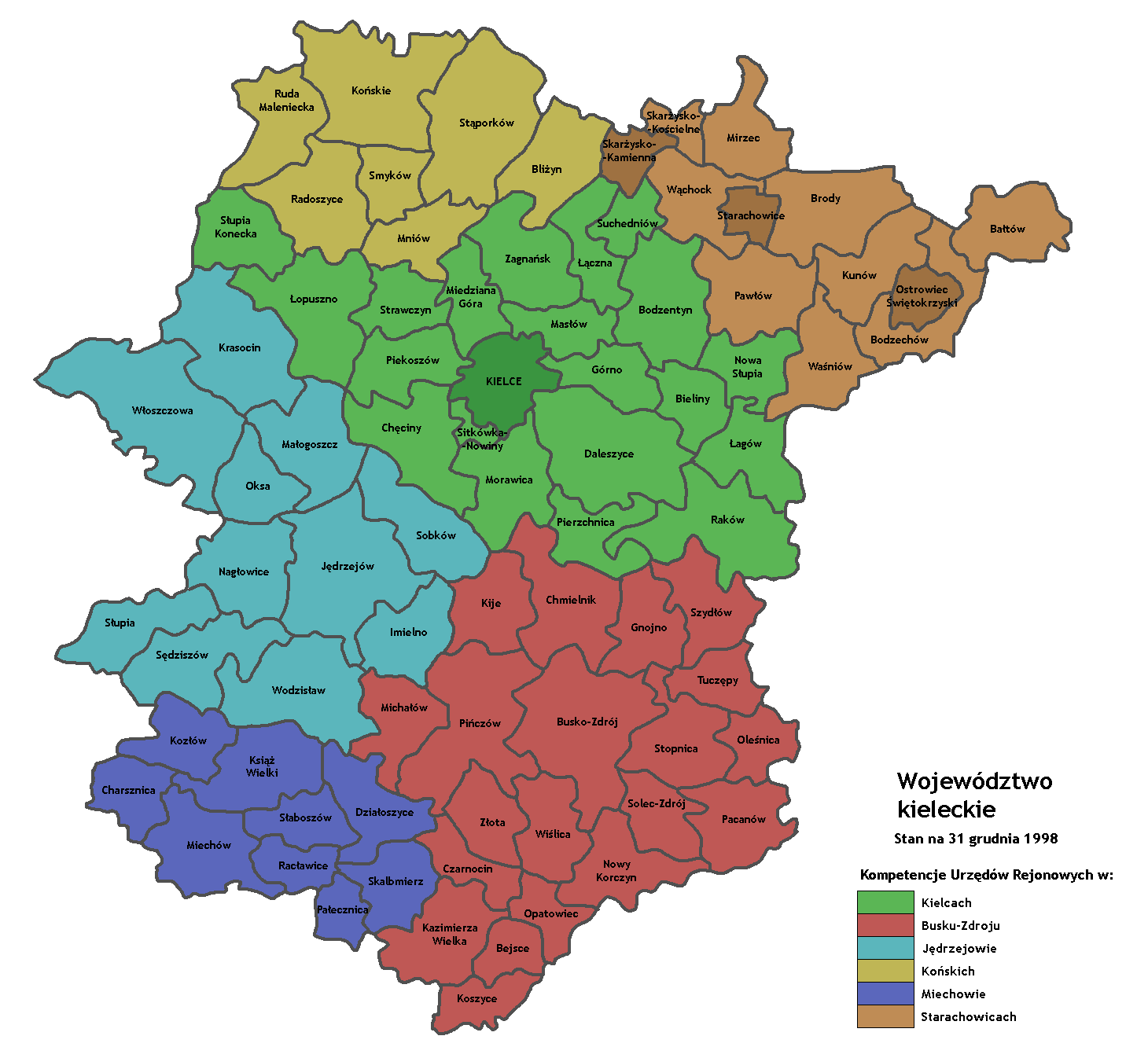
Mapa województwa w ostatnim dniu jego istnienia z podziałem na gminy.

Województwo kieleckie – województwo powołane do życia w myśl reformy administracyjnej wprowadzonej 1 czerwca 1975. W czasie reformy administracyjnej w 1999 zostało zlikwidowane. Po reformie większa część jego obszaru znalazła się w województwie świętokrzyskim ze stolicą w Kielcach, a reszta w województwie małopolskim.
28 maja 1975 weszła w życie ustawa o dwustopniowym podziale administracyjnym państwa. Polska została podzielona na 49 województw. W 1993 województwo kieleckie miało 1 135 500 mieszkańców. Składało się wówczas z 80 gmin, a na jego terenie znajdowało się 19 miast.
Od wschodu graniczyło z województwem tarnobrzeskim, od południa z tarnowskim i krakowskim, od zachodu z katowickim, częstochowskim i piotrkowskim, a od północy z województwem radomskim.
Z obszarem 9,2 tys. km² województwo kieleckie zajmowało szóste miejsce w kraju pod względem powierzchni.

## Urzędy Rejonowe
Urzędy Rejonowe zostały powołane w 1990 roku. W województwie kieleckim powołanych zostało 6 urzędów:
- Urząd Rejonowy w Busku-Zdroju dla gmin: Bejsce, Busko-Zdrój, Chmielnik, Czarnocin, Gnojno, Kazimierza Wielka, Kije, Koszyce, Michałów, Nowy Korczyn, Oleśnica, Opatowiec, Pacanów, Pińczów, Solec-Zdrój, Stopnica, Szydłów, Tuczępy, Wiślica i Złota
- Urząd Rejonowy w Jędrzejowie dla gmin: Imielno, Jędrzejów, Krasocin, Małogoszcz, Nagłowice, Oksa, Sędziszów, Słupia, Sobków, Włoszczowa i Wodzisław
- Urząd Rejonowy w Kielcach dla gmin: Bieliny, Bodzentyn, Chęciny, Daleszyce, Górno, Łagów, Łączna, Łopuszno, Masłów, Miedziana Góra, Morawica, Nowa Słupia, Piekoszów, Pierzchnica, Raków, Sitkówka-Nowiny, Słupia (Konecka), Strawczyn, Suchedniów i Zagnańsk oraz miasta Kielce
- Urząd Rejonowy w Końskich dla gmin: Bliżyn, Końskie, Mniów, Radoszyce, Ruda Maleniecka, Smyków i Stąporków
- Urząd Rejonowy w Miechowie dla gmin: Charsznica, Działoszyce, Kozłów, Książ Wielki, Miechów, Pałecznica, Racławice, Skalbmierz i Słaboszów
- Urząd Rejonowy w Starachowicach dla gmin: Bałtów, Bodzechów, Brody, Kunów, Mirzec, Pawłów, Skarżysko Kościelne, Waśniów i Wąchock oraz miast: Ostrowiec Świętokrzyski, Skarżysko-Kamienna i Starachowice

## Miasta
Ludność (stan na 31.12.1998 r.)
- Kielce – 212 383
- Ostrowiec Świętokrzyski – 79 173
- Starachowice – 57 083
- Skarżysko-Kamienna – 50 799
- Końskie – 22 353
- Busko-Zdrój – 18 255
- Jędrzejów – 17 459
- Pińczów – 12 405
- Miechów – 11 935
- Włoszczowa – 11 067
- Suchedniów – 8 337
- Sędziszów – 6 167
- Stąporków – 6 036
- Kazimierza Wielka – 5 474
- Chęciny – 4 258
- Chmielnik – 4 056
- Małogoszcz – 3 155
- Kunów – 3 136
- Wąchock – 2 755
- Bodzentyn – 2 276
- Skalbmierz – 1 302
- Działoszyce – 1 163

## Ludność w latach
| Rok                    | Liczba mieszkańców |
| ---------------------- | ------------------ |
| 1975 (31 grudnia)      | 1037,1 tys.        |
| 1976 (31 grudnia)      | 1043,7 tys.        |
| 1977 (31 grudnia)      | 1050,2 tys.        |
| 1978 (spis powszechny) | 1 058 663          |
| 1978 (31 grudnia)      | 1058,2 tys.        |
| 1979 (31 grudnia)      | 1062,8 tys.        |
| 1980 (31 grudnia)      | 1068,7 tys.        |
| 1983 (31 grudnia)      | 1093,6 tys.        |
| 1985 (31 grudnia)      | 1107,9 tys.        |
| 1986                   | 1112,6 tys.        |
| 1987                   | 1115,6 tys.        |
| 1988                   | 1112,5 tys.        |
| 1989 (31 grudnia)      | 1126 tys.          |
| 1990 (30 czerwca)      | 1126,4 tys.        |
| 1990 (31 grudnia)      | 1126,7 tys.        |
| 1991 (31 grudnia)      | 1127,3 tys.        |
| 1992 (31 grudnia)      | 1135,6 tys.        |
| 1993 (30 czerwca)      | 1135,5 tys.        |
| 1994 (31 grudnia)      | 1137,2 tys.        |
| 1995 (30 czerwca)      | 1136 tys.          |
| 1995 (31 grudnia)      | 1136,6 tys.        |
| 1997 (31 grudnia)      | 1132,8 tys.        |